# Četvrto europsko nogometno natjecanje hrvatskih iseljenika 2012.
Četvrto europsko nogometno natjecanje hrvatskih iseljenika, održano je u Beču, u Austriji, početkom 2. i 3. lipnja 2012. godine u organizaciji Hrvatskog nogometnog saveza.
Prvenstvu su nazočili predstavnici hrvatske diplomacije u Austriji, čelnici Hrvatskog nogometnog saveza, čelnici Hrvatskog svjetskog kongresa, Hrvatske matice iseljenika i drugi.

## Sudionici
Sudjelovali su izabrani sastavi Hrvata iz Srbije (trener/izbornik: Mirko Poljaković), Francuske i drugih. 
Pobjeda na ovom turniru donosi pravo sudjelovanja na sudjelovanje na II. Svjetskom prvenstvu klubova što su ih utemeljili Hrvati izvan Hrvatske, koje će se održati 2015. godine u Kanadi.
Hrvati iz Vojvodine (Srbije):  vratari Ivan Beretić (Sombor), Dražen Majer (Bačka Topola), obrambeni igrači Željko Gašparević (Novi Sad), Igor Skenderović (Tavankut), Filip Ilovac (Subotica), Predrag Bedeković (Tavankut), vezni igrači Mladen Vizin (Tavankut), Josip Gal (Sonta), Dejan Godar (Tavankut), Dejan Kekezović (Bajmak), Željko Tadijan (Sonta), napadač Mladen Čović (Subotica), u pričuvi Dario Mračina (Sombor), Marko Vujić (Mala Bosna), Davor Balažić (Tavankut), Mijo Erceg (Golubinci), Igor Meštrović (Zemun).

## Rezultati

### Skupina B
Rezultati:
- 1. kolo

vojvođanski Hrvati - Dinamo (Ottakring)  1:1
- 2. kolo

vojvođanski Hrvati – NK Pajde Mohlen 3:2
- 3. kolo

vojvođanski Hrvati – Croatia Hannover 3:0

### Završnica
Hrvati iz Srbije - Croatia Villafranche (Hrvati iz Francuske) 3:1

## Konačni poredak
1. Hrvati iz Srbije

2. Hrvati iz Francuske

### Prvaci
Prvaci su izabrani sastav Hrvata iz Srbije, koji je na ovom prvenstvu nastupio u oslabljenom izdanju, s pričuvnim sastavom.
Trener i izbornik prvaka: Marinko Poljaković.

## Priznanja
Najbolji vratar: 

Najbolji igrač: Dejan Kekezović, Bačka Topola (Hrvati iz Srbije)

Najbolji strijelac: 

Fair-play: 